# Jagalūr
Jagalūr är en ort i Indien.   Den ligger i distriktet Davanagere och delstaten Karnataka, i den södra delen av landet, 1 600 km söder om huvudstaden New Delhi. Jagalūr ligger 678 meter över havet och antalet invånare är 15 787.
Terrängen runt Jagalūr är platt. Runt Jagalūr är det ganska tätbefolkat, med 172 invånare per kvadratkilometer. Det finns inga andra samhällen i närheten. Trakten runt Jagalūr består till största delen av jordbruksmark.